# 에스더 데일

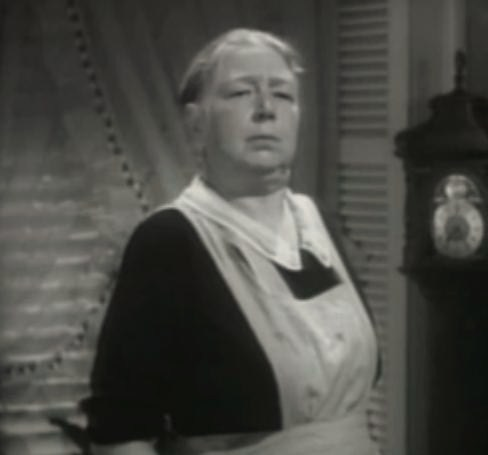

에스더 데일(Esther Dale, 1885년 11월 10일 ~ 1961년 7월 23일)은 미국의 연극 배우, 영화배우, 가수이다.
뷰퍼트에서 태어났으며 할리우드에서 사망하였다.

## 영화
- 몽키 비지니스 (1952년)
- 온 문라이트 베이 (1951년)
- 투 영 투 키스 (1951년)
- 홀리데이 어페어 (1949년)
- 어 송 이즈 본 (1948년) - 미스 브래그 역
- 언피니시드 댄스 (1947년)
- 애그 앤 아이 (1947년)
- 스톨렌 라이프 (1946년)
- 헬로우 프리스코, 헬로우 (1943년)
- 더 어메이징 미시즈 홀리데이 (1943년)
- 노스 스타 (1943년)
- 아이 매리드 언 엔젤 (1942년)
- 웨스트 포인트에서 온 열 명의 신사 (1942년)
- 올-아메리칸 코-에드 (1941년)
- 스미스 부부 (1941년)
- 모탈 스톰 (1940년) - 마타 역
- 내 사랑 아리즈 (1940년)
- 여자들 (1939년)
- 스워니 리버 (1939년)
- 브로드웨이 세레나데 (1939년)
- 출입 금지 (1937년)
- 이혼 소동 (1937년)
- 분노 (1936년)
- 아이 드림 투 머치 (1935년)
- 프라이빗 월드 (1935년)
- 컬리 탑 (1935년)
- 웨딩 나이트 (1935년)